# Heard It All Before
Heard It All Before je první album Jamieho Culluma, natočil jej v roce 1999, když mu bylo pouhých 19 let, pod hlavičkou „Jamie Cullum´s Trio“.
Album bylo produkováno za pouhých 480 liber a vyšlo jen v 500 kopiích, takže je to rarita dostupná pouze na internetových dražbách za velmi vysoké částky. Jednou ze skladeb je „I´ve got you under my skin“, kterou složil Cole Porter v roce 1936 a proslavil ji mj. Frank Sinatra.

## Obsazení
- Jamie Cullum – piano a zpěv
- Raph Mizraki – kontrabas
- Julian Jackson – bicí

## Seznam skladeb
1. Old devil moon (autoři Burton Lane, E. Y. Harburg; délka 4:34)
2. They can't take that away from me (George Gershwin; 4:30)
3. Night and day (Cole Porter; 4:16)
4. My one and only love (Guy Wood, Mellin; 6:04)
5. Caravan (Duke Ellington, Irving Mills, Juan Tizol; 6:31)
6. I've got you under my skin (Cole Porter; 3:36)
7. Speak low (Kurt Weill, Ogden Nash; 6:02)
8. God bless the child (Billie Holiday, Arthur Herzog Jr.; 6:36)
9. Love for sale (Cole Porter; 4:33)
10. Sweet Lorraine (Mitchell Parish; 4:22)

Celková délka je 51:04.